# إطلاق سراح ويلي 3: الإنقاذ
فيلم اطلاق سراح ويلي الجزء 3 (الإنقاذ)
هوا فيلم أمريكي من تأليف سام بيرسبوري وبطولة جيسون جيمس ' تم إنتاج الفيلم عام 1997 وهو الفيلم الثالث والاخير من سلسلة أفلام اطلاق سراح ويلي والجزء الاخير من القصة الاصلية ومدة الفيلم هي 86 دقيقة، تمت دبلجة الفيلم للعربية من قبل استديوهات إيمدج برودكشن هاوس وتم عرضه على قناة كرتون نتورك بالعربية في 19 يونيو 2013.

## القصة
جيسي يبلغ من العمر ستة عشر عامًا ويعمل باحثًا في شركة orca على متن سفينة أبحاث تدعى «نوح» جنبًا إلى جنب مع صديقه القديم راندولف وانتقل بعيدًا عن غلين وآني اللذين وعدهما راندولف بإبقاء جيسي بعيداً عن المتاعب. إنهم يشتبهون في أن ويللي وجيبته يتم اصطيادهما بشكل غير قانوني بواسطة صائدي الحيتان الذين يمثلون صيادين تجاريين. على متن هذه السفينة، يقوم ماكس ويسلي، وهو بوتاني باي، وعمره عشر سنوات، بأول رحلة له إلى البحر مع والده، جون، وهو مستوحى من سلسلة طويلة من صائدي الحيتان ويتعلم الطبيعة الحقيقية غير القانونية للشركة العائلية. خلال أول مطاردة له، تم إلقاء ماكس في البحر ويأتي وجهاً لوجه مع ويلي. من هذه النقطة، يعمل ماكس ضد والده، مع فريق جيسي وراندولف لإنقاذ ويلي من أن يصبح السوشي 200 دولار لكل رطل. تقدم جيسي من ماكس إلى ويلي بشكل صحيح بعد تعلم تجربة ماكس وكيف يحب ماكس الحيتان. يذهب جيسي إلى رئيسه ورئيسه في راندولف حول تهديد الحيتان، لكنه يرفض اتخاذ إجراء حتى يتمكن جيسي من الحصول على دليل بمساعدة ماكس
تمكنت جيسي من التسلل على متن خليج بوتاني لسرقة عينة من البنادق الرمح التي تستخدم لإطلاق النار على الحيتان واكتشاف أن صائدي الحيتان يتجهون للخلف لمتابعة ويللي وجيبه، باستخدام تسجيل صوتي لأغنية يلعبها جيسي على هارمونيكا كإغراء لويلي، الذي لن يدرك أنه ليس جيسي إلا بعد فوات الأوان. يخطط رئيس جيسي لطلب المساعدة في اليوم التالي، لكن مع العلم أن الوقت سيكون متأخراً، جيسي وراندولف وواحد من زملائه الباحثين، درو، يسرقان سفينة الأبحاث «نوح» من رسوها وتتبع صائدي الحيتان أنفسهم. تمكن ماكس من شرائها بعض الوقت من خلال القفز في الماء وإجبار صائدي الحيتان على التوقف عن سعيهم وراء الحيتان للقيام بإنقاذ «رجل في البحر» لماكس، والذي يمنح جيسي ورفيقيه وقتًا كافيًا للحاق بالركب. جون غاضب لأنه يعلم أن ابنه ليس إلى جانبه ويعتقد أن ماكس حاول تخريب المحرك (كان جيسي بالفعل هو
الذي فعل ذلك)، لكن هذا لا يمنعه
جيسي وراندولف ودرو يستخدمون بندقية مضيئة وقاربهم P.A. نظام لمحاولة خداع صائدي الحيتان في التوقف، ولكن عندما لا يعمل، فإن جيسي تطرد خليج بوتاني مع نوح تمامًا كما يطلقون الحربة، وهي الهزة التي تسببت في فقدان الحربة لويلي ويطرق جون في الماء. يحاول ويلي قتله، من خلال العض عليه، لكن جيسي وماكس يتمكنان من إقناع ويلي بإعفائه. ثم يتم محاصرة والد ماكس تحت شبكة ويكاد يغرق بينما الشبكة تجره لأسفل ويأتي وجهاً لوجه مع ويلي نفسه. هذه المرة، ويلي، بدلاً من قتله، ينقذه عن طريق دفعه إلى السطح والاحتفاظ به هناك لفترة كافية لجيسي وراندولف لإنقاذه. وصلت دورية المارينز، بعد أن استدعتها جيسي على الراديو قبل أن يصطدم بخليج بوتاني، وتقبض على صائدي الحيتان (الذين فاجأهم ويلي وهم ينقذون رئيسهم) في العمل واعتقلهم. الخلاص بواسطة ويلي يجعل جون يدرك أنه كان مخطئًا في الحيتان ويعتذر لماكس. جون غير متأكد من أين يذهب من هنا حيث كانت حياته كلها تدور حول صيد الحيتان، لكن ماكس أخبره أنه والده ويسامحه.

## روابط خارجية
- إطلاق سراح ويلي 3: الإنقاذ على موقع IMDb (الإنجليزية)
- إطلاق سراح ويلي 3: الإنقاذ على موقع روتن توميتوز (الإنجليزية)
- إطلاق سراح ويلي 3: الإنقاذ على موقع نتفليكس (الإنجليزية)
- إطلاق سراح ويلي 3: الإنقاذ على موقع ألو سيني (الفرنسية)
- إطلاق سراح ويلي 3: الإنقاذ على موقع Turner Classic Movies (الإنجليزية)
- إطلاق سراح ويلي 3: الإنقاذ على موقع أول موفي (الإنجليزية)
- إطلاق سراح ويلي 3: الإنقاذ على موقع بوكس أوفيس موجو (الإنجليزية)
- إطلاق سراح ويلي 3: الإنقاذ على موقع فيلمافينيتي (الإسبانية)
- إطلاق سراح ويلي 3: الإنقاذ على موقع قاعدة بيانات الأفلام السويدية (السويدية)
- إطلاق سراح ويلي 3: الإنقاذ على موقع قاعدة بيانات الفيلم (الإنجليزية)